# (20027) 1992 EY14
1992 EY14 (asteroide n.º 20027) es un asteroide del cinturón principal. Posee una excentricidad de 0,18238520 y un inclinación de 7,85798º.
Este asteroide fue descubierto el 1 de marzo de 1992 por UESAC en La Silla.